# Miron Oprean
Miron Oprean (n. 1876, Târnăvița – d. 1959) a fost un preot român, in toamna anului 1918 este ales președinte al Consiliului Național Român din sat și delegat la Marea Adunare Națională de la Alba Iulia din 1 decembrie 1918.